# Восточно-Франкское королевство
Восточно-Франкское королевство (лат. regnum Francorum orientalium) или Восточная Фра́нкия (лат. Francia orientalis, нем. Ostfrankenreich) — государство, созданное в результате Верденского раздела 843 года Франкской империи в качестве наследственного владения Людовика II Немецкого и включавшее территории к востоку от Рейна и к северу от Альп. Восточная Франкия была предшественником Священной Римской империи и современной Германии.

## Хронологические и географические рамки
Чаще всего период существования Восточной Франкии ограничивают, с одной стороны, Верденским договором 843 г., а с другой — 919 годом, когда было впервые упомянуто выражение regnum teutonicorum (германское королевство). А именно, под 919 годом в Зальцбургских анналах записано, что «Баварцы избрали герцога Арнульфа королём Германского королевства» (лат. Baiuarii sponte se reddiderunt Arnolfo duci et regnare ei fecerunt in regno teutonicorum). Но официальным титулом королей оставался «король восточных франков» (лат. rex Francorum Orientalium или просто rex Francorum) вплоть до 962 года, когда король Оттон I принял титул «император римлян и франков» (лат. imperator Romanorum et Francorum). Поэтому иногда историки временными рамками существования Восточной Франкии считают 843—962 годы.
Территория государства была относительно стабильной и имела тенденцию к расширению: в 870 г. была присоединена восточная часть Лотарингии, включая Нидерланды, Эльзас и собственно Лотарингию, начался захват населённых славянами земель вдоль Эльбы, короли восточных франков пытались установить сюзеренитет над Великоморавской державой.
Столицей Восточной Франкии при Людовике Немецком стал Регенсбург.

## Сепаратизм и тенденции интеграции
Главной особенностью Восточной Франкии был тот факт, что оно фактически состояло из пяти крупных племенных герцогств: Саксония, Бавария, Франкония, Швабия и Тюрингия (позднее к ним прибавилась Лотарингия), представляющих собой относительно однородные в племенном составе полунезависимые княжества. Меньшее, чем в Западной Франкии влияние римских государственно-правовых институтов и длительное сохранение племенных отношений предопределили относительную отсталость социально-политического развития Восточной Франкии от своего западного соседа. Племенные герцоги представляли собой реальный источник власти в государстве, в то время как власть короля оказалась достаточно ограниченной и сильно зависящей от крупнейших феодалов страны. Этому способствовало также отсутствие в Восточной Франкии крупного земельного домена короля и необходимость опоры на военные силы герцогов в вопросах внешней политики.
Единство государства поддерживалось, прежде всего, правящим домом Каролингов, а также административными институтами и широким слоем франкской аристократии, унаследованной Восточной Франкией от империи Карла Великого. На протяжении IX века параллельно с процессом консолидации власти в герцогствах развивалось осознание единства германской нации и государства. Восточная Франкия по этническому составу было гораздо более однородным, чем другие государства, образованные на развалинах Франкской империи. Кроме того, земельные владения церкви и франкской аристократии были разбросаны по территории всех герцогств, что также создавало предпосылки для объединения.

## Социальные институты
Процессы феодализации в Восточной Франкии развивались более медленными темпами, чем в Западной Франкии. Особенно это характерно для северных областей страны — Саксонии, Фризии. Процесс закрепощения крестьян в королевстве находился ещё в начальной стадии и во многих регионах сохранялся достаточно широкий слой свободного крестьянства (Швабия, Саксония, Тироль). Существенным также является долговременное господство аллодиальной земельной собственности и относительно медленный процесс её вытеснения ленными отношениями, основанными на условном феодальном держании. Более того, ленная система Восточной Франкии носила ненаследственный характер: фьефы жаловались, обычно, приближённым короля или герцога на срок несения ими службы без права передачи по наследству. Судебный иммунитет феодалов также не получил такой полноты оформления, какая наблюдалась в западнофранкских землях, и прерогатива разрешения основного объёма конфликтов и дел оставалась за королём и его представителями — графами.
Восточная Франкия было наследственной монархией: власть передавалась от отца к сыну в младшей линии династии Каролингов — потомков Людовика II Немецкого. К концу IX века сформировался принцип нераздельности государства, власть в котором должна была наследоваться старшим сыном умершего монарха. Прекращение немецкой линии Каролингов в 911 г. не привело к переходу престола к французским Каролингам: восточно-франкская знать избрала своим правителем саксонского герцога Конрада I, закрепив, таким образом, право немецких князей на избрание преемника короля в случае отсутствия прямого наследника у умершего монарха.

## Короли
1. Людовик II Немецкий (843—876)
2. Людовик III Младший (876—882)
3. Карл III Толстый (882—887)
4. Арнульф Каринтийский (887—899)
5. Людовик IV Дитя (900—911)
6. Конрад I (911—918)
7. Генрих I Птицелов (919—936)
8. Оттон I Великий (936—973)

## Политическое развитие

Каролингская империя после Рибмонского договора 879/880 года
Италия
Восточно-Франкское королевство
Западно-Франкское королевство
Верхняя Бургундия
Нижняя Бургундия

Основателем Восточной Франкии был Людовик II Немецкий (804—876), в период правления которого это государственное образование обрело суверенитет. Король достаточно успешно воевал на восточной границе государства, подчинив ободритов и установив сюзеренитет над Великой Моравией, однако его попытки восстановить единство империи Карла Великого не увенчались успехом. Война с Западной Франкией за наследство пресёкшейся линии Лотаря завершилась подписанием Мерзенского договора 870 г., в соответствии с которым к Восточной Франкии отошла восточная часть Лотарингии. В конце своего правления, Людовик II, следуя старинной традиции Каролингов и уступая вооружённым требованиям своих сыновей, разделил монархию на три части, передав Баварию старшему сыну Карломану, Саксонию — среднему Людовику III, а Швабию с Лотарингией — младшему Карлу III Толстому.
В конце 870-х гг. вновь обострилась борьба с Западной Франкией за власть над Лотарингией. В 876 г. войска Людовика III одержали победу над западнофранкской армией Карла II Лысого в сражении при Андернахе, что закрепило территорию Лотарингии за Германией. По соглашению в Рибмоне (880 г.) была установлена граница между королевствами западных и восточных франков, просуществовавшая до XIV века. Более серьёзной для государства стала угроза вторжений викингов: с середины IX века норвежские и датские флотилии норманнов регулярно разоряли северонемецкие земли, практически не встречая сопротивления центральной власти. Несмотря на отдельные успехи Людовика III и Карла III, в целом, из-за экономической слабости государства и сложностями с мобилизацией военных сил, организовать решительного отпора викингам не удавалось.
При Карле III (882—887) впервые со времён Людовика I Благочестивого все части империи Каролингов были ненадолго объединены: в 879 г. Карл Толстый унаследовал Италию и титул императора, а в 884 г. престол Западной Франкии. Однако новый монарх оказался достаточно слабым правителем и не смог организовать отражение вторжения викингов, дошедших в 886 г. до Парижа. В 887 г. в Юго-Восточной Германии против него вспыхнуло восстание во главе которого встал Арнульф Каринтийский, незаконный сын короля Карломана, который захватил власть в Восточной Франкии.
В период правления Арнульфа (887—899) Восточная Франкия пережило период подъёма: ему удалось установить принцип нераздельности государства, подчинить своей власти племенных герцогов и дать отпор норманнам. В 895 г. Арнульф завоевал Италию и был коронован императором, положив, таким образом, начало почти тысячелетней истории объединения титулов императора Римской империи и короля Германии. Менее удачными были войны Арнульфа со славянами Великоморавской державы и венграми, осевшими в 895 г. в Среднем Подунавье, и начавшими совершать грабительские рейды на немецкие земли.
Преемник Арнульфа, его малолетний сын Людовик IV Дитя находился под полным контролем крупнейших немецких князей и епископов. Власть племенных герцогов снова усилилась, тогда как механизмы королевской власти оказались ослабленными. Положение осложнялось непрерывными войнами с венграми, полностью уничтожившими систему обороны юго-восточных границ государства. Инициатива по отражению внешней угрозы и поддержанию государственной власти перешла к региональным правителям: герцогам Баварии, Саксонии, Франконии. Со смертью Людовика IV в 911 г. немецкая линия Каролингов прекратилась. На совете в Форхгейме князья Восточной Франкии избрали новым монархом Конрада I, герцога Франконии и племянника умершего короля. Недолгое правление Конрада I стало продолжением периода внутриполитического кризиса. Властные полномочия узурпировали региональные государи, центральная власть практически перестала контролировать положение дел в герцогствах.
В 918 г. Конрад I скончался, завещав престол герцогу Саксонии Генриху I Птицелову (918—936), который был избран королём в 919 году. Однако часть феодалов не признала Генриха, избрав в 919 году королём Арнульфа Злого, герцога Баварии. В летописной записи об этом факте впервые было упомянуто выражение «королевство Германское» (лат. regnum teutonicorum), что нередко считается моментом возникновения на месте Восточной Франкии нового государства — королевства Германии.
В 921 году Арнульф Злой признал королём Генриха I Птицелова. В том же 921 году Генрих заключил в Бонне договор с королём Западной Франкии Карлом Простоватым. При этом Генрих именовался королём восточных франков (лат. rex Francorum orientalium).
В 936 году после смерти Генриха I королём Восточной Франкии был избран его сын Оттон I. В 962 году Оттон I принял титул «император римлян и франков» (лат. imperator Romanorum et Francorum). Этот год считается годом основания «Священной Римской империи».